# Nhà xuất bản Neung-In
Neung-In (능인) là một công ty xuất bản của Hàn Quốc được thành lập vào tháng 12 năm 1991 và đã sáp nhập với nhà xuất bản Yerimdang Publishing (예림당). Neung-In là công ty con của Yerimdang chuyên về sách truyện cho thiếu nhi. Hiện nay nhà xuất bản đang sử dụng tên thương hiệu là 'NI Book'.
Nhà xuất bản Neung-In và nhà xuất bản Kim Đồng của Việt Nam đã hợp tác để chuyển nhượng bản quyền bộ truyện tranh manhwa danh tác và danh nhân thế giới dành cho thiếu nhi của các hoạ sĩ Hàn Quốc như Park Jong-kwan (박종관) được dịch sang tiếng Việt.

## Ấn phẩm chính
- Bộ truyện tranh Truyện cổ Hàn Quốc (만화로 보는 우리고전) [2]
  - Chuyện tình nàng Chaebong (채봉감별곡)
  - Hận trung lục (한중록)
  - 별당아씨전
- Bộ truyện tranh Danh tác thế giới (만화로 보는 세계명작)
  - Bốn cô con gái nhà bác sĩ March (작은 아씨들)
  - Bác sĩ Jekyll và ông Hyde (지킬박사와하이드)
  - Daddy-Long-Legs (키다리아저씨)
- Bộ truyện tranh Danh nhân thế giới (EQ 인물전): 30 tháng 4 năm 1997
  - Kim Jeong-ho (김정호): Nhà địa lý học Triều Tiên
  - Jeong Yak-jong (정약용): Học giả Triều Tiên
  - Lee-hwang (퇴계 이황): Học giả Triều Tiên
  - Jang Yeong-sil (장영실): Nhà phát minh thời Cao Ly
  - Ahn Jang-ho (도산 안창호): Nhà hoạt động đấu tranh
  - Kim Gu (백범 김구)
  - Jang bo-go (해상왕 장보고)
  - Lee Sun-sin (충무공 이순신)
  - Vua Se-jong (세종대왕)
  - Shin Saimdang (신사임당)
  - Newton (뉴턴)
  - Jean-Henri Fabre (파브르): Nhà sinh vật học
- Truyện tranh Vua Kwang-jo (만화로 보는 왕조)
- La Flora Academy (라 플로라 아카데미)